# بایتن‌کاخ
بایتن‌کاخ (به هلندی: Buitenkaag) یک منطقهٔ مسکونی در هلند است که در هارلمرمیر واقع شده‌است. بایتن‌کاخ ۴۲۲ نفر جمعیت دارد.